# Soledad Miranda
Soledad Miranda, nome d'arte di Soledad Rendón Bueno (Siviglia, 9 luglio 1943 – Lisbona, 18 agosto 1970), è stata un'attrice spagnola.

## Biografia
Figlia primogenita di Mercedes e di Juan Antón, primo cugino della ballerina di flamenco Paquita Rico, Soledad nasce nel quartiere Ciudad Jardin di Siviglia. Ha cinque fratelli: Ana, Armando, Carmen, Mercedes e María Elena. Debutta nel cinema a 17 anni, con una breve apparizione in La reina del Tabarín, film diretto da Jesús Franco, il regista che anni dopo decreterà il suo successo. Negli anni successivi incide alcuni dischi, lavora come modella e prende parte a una ventina di pellicole di diverso genere: dalle commedie in costume agli spaghetti-western, fino ai peplum girati in Italia. Nel 1966 sposa a Lisbona l'industriale portoghese José Manuel de Conceiçao Simões, ex pilota di rally. Il 7 aprile 1967 nasce l'unico figlio della coppia: José Antonio, detto Tony.
La svolta arriva alla fine degli anni sessanta quando Jesús Franco le propone di interpretare la parte di Lucy in Il conte Dracula, accanto a Christopher Lee. Il risultato è notevole e Franco decide di aggiungere alcune scene con lei a una pellicola già terminata ma non ancora distribuita: Les cauchemars naissent la nuit. Tra il 1969 e il 1970 l'attrice, assunto lo pseudonimo di Susann Korda, a volte Susan Korday, recita in un gruppo di film diretti da Franco in cui l'erotismo e l'horror si mescolano, secondo lo stile del regista: De Sade 2000, Sex Charade, Vampyros Lesbos e Sie tötete in Ekstase. La scelta di adottare uno pseudonimo rispondeva alla preoccupazione che il fatto di aver partecipato a film erotici potesse danneggiare la sua carriera in Spagna, dove vigeva una ferrea censura e quasi nessuna di questa pellicole veniva distribuita.
Il suo ultimo film è Una Venere senza nome per l'ispettore Forrester (1970), commedia di spionaggio in cui l'attrice interpreta la parte di una spia inglese.
La sua carriera è interrotta brutalmente nell'estate del 1970. All'età di ventisette anni, Soledad Miranda muore il 18 agosto all'ospedale di San José, a Lisbona, dopo un incidente stradale sulla Costa del Sol, nei pressi dell'Hotel Estoril-Sol. Alla guida dell'auto è il marito.

## Curiosità
Una delle sorelle ebbe una breve carriera cinematografica all'inizio degli anni sessanta con il nome Nena Miranda.

## Filmografia
- La reina del Tabarín, regia di Jesús Franco (1960)
- Canción de cuna, regia di José María Elorrieta (1961)
- Ursus, regia di Carlo Campogalliani (1961)
- Las Hijas de Helena, regia di Mariano Ozores (1963)
- La bella Mimí, regia di José María Elorrieta (1963)
- Cuatro bodas y pico, regia di Feliciano Catalán (1963)
- Eva 63, regia di Pedro Lazaga (1963)
- I leoni di Castiglia (El valle de las espadas), regia di Javier Setó (1963)
- Bochorno, regia di Juan de Orduña (1963)
- Prigionieri dell'orrore (El sonido prehistórico), regia di José Antonio Nieves Conde (1964)
- Playa de Formentor, regia di Germán Lorente (1964)
- Fuego, regia di Julio Coll e Luis García (1964)
- A canção da Saudade, regia di Henrique Campos (1964)
- Los gatos negros, regia di José Luis Monter (1964)
- Fin de semana, regia di Pedro Lazaga (1964)
- Currito de la Cruz, regia di Rafael Gil (1965)
- Familia y... uno más, regia di Fernando Palacios (1965)
- Sugar Colt, regia di Franco Giraldi (1966)
- ¡Es mi hombre!, regia di Rafael Gil (1966)
- Le avventure e gli amori di Miguel Cervantes (Cervantes), regia di Vincent Sherman (1967)
- ...e venne l'ora della vendetta (Comanche blanco), regia di Gilbert Kay (1968)
- El Verdugo (100 Rifles), regia di Tom Gries (1969)
- Soltera y madre en la vida, regia di Javier Aguirre (1969)
- Les cauchemars naissent la nuit, regia di Jesús Franco (1969)
- Il conte Dracula, regia di Jesús Franco (1970)
- Sex Charade, regia di Jesús Franco (1970)
- De Sade 2000 (Eugénie), regia di Jesús Franco (1970)
- Vampyros Lesbos, regia di Jesús Franco (1970)
- Sie tötete in Ekstase, regia di Jesús Franco (1970)
- Una Venere senza nome per l'ispettore Forrester (Der Teufel kam aus Akasava), regia di Jesús Franco (1971)
- Cuadecuc, vampir, regia di Pere Portabella (1971)

## Discografia
Soledad Miranda ha inciso, per l'etichetta spagnola Belter, due dischi extended play, ciascuno dei quali includeva 4 canzoni.

### Belter 51.451 (1964)
Accompagnata dal Latin Quartet
- Lo que hace a las chicas llorar
- No leas mi carta
- Amor perdoname
- Pelucon

### Belter 51.598 (1965)
Orchestra diretta da Adolfo Ventas
- El color del amor
- Chim chin chery
- La verdad
- No lo quiero